# Розроблення родовищ нафти і газу
Розроблення родовищ нафти і газу (рос. разработка месторождений нефти и газа; англ. exploitation of oil and gas fields; нім. Abbau der Erdöl- und Erdgaslagerstätten) — технологічний процес вилучення з родовища нафти, газу та супутніх їм корисних компонентів, який складається з двох послідовних етапів — дослідно-промислового та промислового розроблення родовища.

## Дослідна експлуатація родовищ нафти і газу
На першій стадії розроблення родовища і ставить за мету прискорення розвідки родовища з отриманням додаткової геологічної інформації для підрахунку запасів за рахунок буріння експлуатаційних свердловин, що, в результаті, прискорює введення родовища в промислове розроблення. Схема дослідної експлуатації — перший проєктний документ на розроблення нафтового (газового) родовища, який містить короткий опис геологічної будови родовища, наближену оцінку запасів нафти і газу, визначає розміщення експлуатаційних свердловин і черговість їх буріння та приблизну оцінку капіталовкладень.

## Розроблення нафтового (газового) експлуатаційного об'єкта (родовища)
Розроблення нафтового (газового) експлуатаційного об'єкта (родовища) (рос. разработка нефтяного (газового) эксплуатационного объекта (месторождения); англ. development of an oil (gas) deposit (field), нім. Abbau des Erdöl- (Erdgas)betriebsobjektes (der Lagerstätte)) — комплекс робіт з вилучення нафти (газу) із пласта-колектора шляхом керування процесом руху рідин і газу в пласті до вибоїв видобувних свердловин за допомогою розміщення свердловин, встановлення їх кількості та порядку введення в експлуатацію, режиму їх роботи та балансу пластової енергії.

### Розроблення пласта випереджувальне
Розроблення пласта випереджувальне — у нафтовидобутку — розроблення багатопластового експлуатаційного об'єкта, що передбачає відбирання нафти з найбільш дебітного продуктивного пласта, особливо якщо він є нижнім, вищими темпами, ніж з інших пластів об'єкта.

### Розроблення пластів рівношвидкісне
Розроблення пластів рівношвидкісне — один з принципів регулювання розроблення багатопластового експлуатаційного об'єкта, який передбачає однакові темпи відбору нафти з усіх пластів. Див. інтенсивність розробки пласта.

## Розроблення родовища нафти і газу дослідно-промислове
Розроблення родовища нафти і газу дослідно-промислове (рос. разработка месторождения нефти и газа опытно-промысловая; англ. pilot and commercial development of an oil and gas field, нім. industrieller Forschungsabbau der Erdöl- und Erdgaslagerstätte) — стадія геологічного вивчення родовища, на якій здійснюється видобування з родовища обмеженої кількості нафти і газу з метою визначення його промислової цінності, уточнення гірничо-геологічних та технологічних параметрів, необхідних для підрахунку запасів нафти, газу і супутніх компонентів та обґрунтування вибору раціонального методу (технології) промислового розроблення родовища. Введення родовища або окремого покладу в дослідно-промислове розроблення здійснюється за рішенням спеціально уповноваженого центрального органу виконавчої влади, до відання якого віднесені питання державного регулювання нафтогазової галузі, на підставі обґрунтованої заяви користувача нафтогазоносними надрами, до якої додаються проєкт дослідно-промислового розроблення родовища (покладу) та проєкт його облаштування.

## Розроблення родовища нафти і газу промислове
Розроблення родовища нафти і газу промислове (рос. разработка месторождения нефти и газа промысловая; англ. commercial development of an oil and gas field, нім. industrieller Abbau der Erdöl- und Erdgaslagerstätte) — технологічний процес вилучення з родовища нафти, газу та супутніх їм корисних компонентів, що здійснюється на основі відповідних проєктних документів після завершення геологічного вивчення родовища, геологічно-економічної оцінки і затвердження у встановленому порядку запасів нафти, газу і супутніх компонентів.
Введення родовища або окремого покладу нафти і газу в промислове розроблення здійснюється за рішенням спеціально уповноваженого органу виконавчої влади, до відання якого віднесені питання державного регулювання в нафтогазовій галузі, на підставі обґрунтованої заяви користувача нафтогазоносними надрами. Для введення родовища (покладу) нафти і газу в промислове розроблення користувач нафтогазоносними надрами повинен мати:
- спеціальний дозвіл на видобування нафти і газу (промислове розроблення родовищ);
- затверджену у встановленому порядку геологічно-економічну оцінку запасів родовища (покладу) за результатами розвідувальних робіт;
- акти або угоди на користування земельними ділянками та акт про надання гірничого відводу для розроблення родовища;
- затверджений спеціально уповноваженим центральним органом виконавчої влади, до відання якого віднесені питання державного регулювання нафтогазової галузі, технологічний проєкт (схему) промислового розроблення родовища (покладу), а також комплексний проєкт його облаштування, виконаний згідно з чинним законодавством;
- дозвіл центрального органу виконавчої влади, до відання якого віднесені питання нагляду за охороною праці.

Під час здійснення промислового розроблення родовищ нафти і газу користувачі нафтогазоносними надрами зобов’язані:
- застосовувати прогресивні технології і техніку, що забезпечують раціональне використання нафтогазоносних надр та найповніше вилучення з нафтогазоносних надр і використання нафти, газу і супутніх компонентів;
- не допускати вибіркового розроблення найпродуктивніших ділянок родовищ;
- безумовно і своєчасно виконувати всі технічні вимоги затвердженого технологічного проєкту (схеми) розроблення родовища і комплексного проєкту його облаштування;
- дотримуватися правил розроблення нафтових і газових родовищ, затверджених рішенням спеціально уповноваженого центрального органу виконавчої влади, до відання якого віднесені питання державного регулювання нафтогазової галузі;
- забезпечувати точний облік видобутих нафти, газу, супутніх компонентів, а також запомповування в пласти води та газу за кожною свердловиною, покладом і за родовищем у цілому, своєчасне подання відповідним органам виконавчої влади встановлених форм звітності відповідно до чинного законодавства;
- забезпечувати безумовне виконання встановлених стандартів, норм і правил щодо забезпечення раціонального використання нафтогазоносних надр під час промислового розроблення родовищ, а також вимог чинного законодавства з питань охорони праці та охорони довкілля;
- у разі виявлення фактів вилучення нафти і газу на родовищах, розташованих у прикордонних зонах, з території сусідніх держав, негайно повідомляти про це відповідні органи державної влади;
- надавати представникам органів, які здійснюють державний контроль і нагляд за дотриманням правил і нормативів користування нафтогазоносними надрами, під час виконання ними службових обов’язків необхідну інформацію та забезпечувати вільний доступ на об'єкти нафтогазової галузі;
- забезпечувати повне і своєчасне виконання умов спеціального дозволу на користування нафтогазоносними надрами та угоди про умови користування нафтогазоносними надрами;
- відшкодувати заподіяні ними збитки підприємствам, установам, організаціям, громадянам та довкіллю.

Виведення родовищ нафти і газу з промислового розроблення, а також контроль за впливом ліквідованих при цьому промислових об’єктів на довкілля здійснюється в порядку, встановленому Кабінетом Міністрів України, з додержанням чинного законодавства.
При розробці нафтогазоносних надр власники спеціального дозволу на користування нафтогазоносними надрами зобов’язані укласти страхові угоди на випадок:
- завдавання екологічної шкоди внаслідок аварій чи технічних неполадок при розробці нафтогазового родовища;
- пошкодження державного майна протягом терміну розроблення родовища, наданого в користування.

Власник спеціального дозволу на користування нафтогазоносними надрами також має право укладати угоди про добровільне страхування.

## Спільне розроблення нафтових (газових) пластів
Це розроблення двох або декількох пластів як єдиного експлуатаційного об’єкта єдиною сіткою свердловин без застосування методів одночасно-роздільної експлуатації. Нафтові (газові) родовища (поклади), як правило, є багатопластовими, причому продуктивні пласти неоднорідні перш за все за колекторськими властивостями: мають різну проникність, товщину, піскуватість, розчленованість, витриманість по площі. На кожний з продуктивних пластів бурити свою сітку видобувних та нагнітальних свердловин (за необхідності діяння на них, наприклад, заводненням) часто є економічно збитково. У такому разі нафтове (газове) родовище вводять в промислове розроблення шляхом об’єднання продуктивних пластів в єдиний експлуатаційний об'єкт (одночасного відбирання з них рідини і газу єдиною сіткою свердловин).
Основні умови об’єднання неоднорідних пластів в єдині експлуатаційні об’єкти:
- однакові швидкості витіснення нафти водою по всьому продуктивному розрізу в пластах з різною проникністю або випереджувальне витіснення в малопроникних пластах, коли об’єми нафтонасиченої породи (покладу) відрізняються несуттєво;
- випереджувальне витіснення у високопроникних пластах, коли об’єми покладу в них у 4 рази вищі, ніж у малопроникних пластах;
- випереджувальне витіснення в пластах з меншою гідропровідністю при різній в’язкості нафт;
- здійснення спільного відбирання пластової рідини з видобувних свердловин, що проведені на вибрані пласти, та роздільного закачування води у випадку різкої відмінності фізико-геологічних характеристик пластів при диференційованому тиску нагнітання;
- досягнення економічної ефективності від спільного розроблення нафтових пластів.

Виділення нафтових пластів для їх спільного розроблення — складна комплексна проблема. Для правильного її вирішення на стадії проєктування розроблення родовища необхідно мати надійну інформацію про геологічну будову пластів, фізичні властивості порід-колекторів, фізико-хімічні властивості пластових рідин, початкові термобаричні характеристики пластів, технології розроблення, котрі забезпечують повноту вилучення нафти, технології та технічні засоби піднімання рідини із видобувних свердловин, найсприятливіші системи заводнення і технічні можливості їх здійснення, економічні нормативи усіх елементів нафтовидобування. Неправильне об’єднання пластів при спільній розробці призводить до зменшення продуктивності свердловин, зниження охоплення виробкою запасів нафти по розрізу об'єктів, створює труднощі в регулюванні нагнітання води (падіння пластового тиску, утворення широких зон розгазування, передчасне обводнення видобувних свердловин). Після об'єднання пластів в єдиний експлуатаційний об'єкт їх розбурюють за єдиною сіткою видобувних та нагнітальних свердловин.
Спільне розроблення ведеться з використанням обладнання для одночасно-роздільної експлуатації свердловин. У процесі експлуатації родовища повинен проводитися затверджений комплекс геофізичних та гідродинамічних методів дослідження пластів і свердловин з метою підтвердження або зміни в об'єднанні нафтових пластів для їх спільного розроблення.

## Регулювання розроблення родовища
Регулювання розроблення родовища — цілеспрямоване підтримування необхідного, заданого режиму перебігу процесу розроблення родовища (умов відбирання флюїдів) у рамках ухвалених технологічних рішень з метою отримання високих технологічних і економічних показників розроблення.
При розробленні нафтових родовищ режим здійснення процесу задається проєктними документами, технологічною схемою, проєктом розроблення тощо, а відтак коректується роботами з аналізу розроблення конкретного родовища. Якщо припустити, що в цих документах режим процесу встановлено оптимальним, то необхідно було б, проводячи систематично контроль за параметрами процесу, відповідним чином здійснювати підтримування заданого режиму. Але на практиці регулювання ускладнено рядом обставин:
- пласт неоднорідний; характер неоднорідності виявляється дуже наближено, особливо у перших проєктних документах за даними щодо кількох свердловин; процес розроблення істотно схематизується; кожна свердловина та кожний окремий елемент покладу працюють з деякими відхиленнями від середнього, що виявляється лише в процесі експлуатації покладу;
- встановлений у проєктних документах режим відбирання флюїдів внаслідок неточності інформації при проєктуванні або зміни вимог до експлуатаційного об'єкта може виявитися не оптимальним;
- немає змоги підтримувати заданий режим через порушення режиму дії на поклад або через відсутність технічних можливостей здійснювати відповідний режим роботи свердловин;
- за різних причин може частково або повністю бути відсутнім систематичне здійснення контролю за процесом, що ускладнить уяву про його стан.

Отже, маємо чотири обставини, що ускладнюють процес регулювання, а саме:
1. зміна уявлень про властивості покладу в процесі розбурювання та експлуатації;
2. встановлений режим роботи (що виявився не оптимальним) необхідно відрегулювати;
3. обмеження технічних можливостей підтримування режиму експлуатації;
4. складність системи контролю за ходом процесу розроблення.

## Оцінка ефективності розроблення родовищ нафти і газу
При розробленні родовищ нафти і газу важливим є питання про компонентовіддачу і використання запасів пластової енергії.
Компонентовіддача газового, газоконденсатного або нафтового родовища характеризується коефіцієнтом компонентовіддачі родовища вуглеводнів.